# 京都市立石田小学校
京都市立石田小学校（きょうとしりついしだしょうがっこう）は、京都府京都市伏見区石田森西に位置する公立小学校。

## 沿革
- 1975年（昭和50年）4月3日 - 京都市立春日野小学校西分校として開校
- 1976年（昭和51年）4月1日 - 京都市立石田小学校となる
- 1976年（昭和51年）4月2日 - 開校式、校章・校旗制定
- 1977年（昭和52年）3月8日 - 校歌制定
- 1986年（昭和61年）11月22日 - 創立10周年記念式典
- 1996年（平成8年）11月30日 - 創立20周年記念式典
- 2006年（平成18年）11月5日 - 創立30周年記念式典
- 2017年（平成29年）4月 - 小栗栖中学校区の学校統廃合並びに小中一貫校設置の議論が始まる
- 2025年3月31日を以って、京都市立栄桜小中学校へ統廃合となり、閉校

## 交通アクセス
- 京都市営地下鉄東西線石田駅徒歩5分。

## 主な進学先
- 京都市立小栗栖中学校

## 通学区域が隣接している学校
- 京都市立春日野小学校
- 京都市立池田小学校
- 京都市立小栗栖宮山小学校
- 京都市立桃山東小学校
- 宇治市立木幡小学校